# Pinols

Pinols este o comună în departamentul Haute-Loire, Franța. În 2009 avea o populație de 230 de locuitori.